# Hans Scherenberg
Hans Otto Scherenberg (Dresden, 28 de outubro de 1910 — Stuttgart, 17 de novembro de 2000) foi um engenheiro construtor de automóveis alemão.

## Vida
Após concluir o curso de engenharia mecânica nas universidades de Stuttgart e Karlsruhe, de 1930 a 1935 trabalhou como engenheiro na Daimler-Benz e participou do desenvolvimento do Daimler-Benz DB 601, o primeiro motor aeronáutico com injeção direta de gasolina, que foi produzido em série a partir de 1937. Obteve o doutorado em 1942 pela Universidade de Stuttgart, com tese sobre "sistema de controle de válvulas para motores de quatro tempos que voam a alturas elevadas".
Após a Segunda Guerra Mundial trabalhou inicialmente no escritório de engenharia de Adolf Schnürle, e a partir de 1948 na firma Gutbrod. Sob sua direção foi desenvolvido o primeiro automóvel produzido em série com injeção direta de gesolina, o Gutbrod Superior. Em 1952 retornou à Daimler-Benz, como chefe construtor de automóveis. Lá foi de 1965 até aposentar-se em 1977 diretor presidente da seção de pesquisa e desenvolvimento. Em 1973 foi professor honorário da Universidade de Stuttgart.

## Condecorações
- 1970 Doutor honoris causa da Universidade Técnica de Berlim
- 1975 Anel Diesel
- 1977 Medalha Wilhelm Exner
- 1981 Anel Werner von Siemens